# Liutang (socken i Kina, Hunan)
Liutang (kinesiska: 六塘, 六塘乡) är en socken i Kina. Den ligger i provinsen Hunan, i den södra delen av landet, omkring 59 kilometer norr om provinshuvudstaden Changsha. Antalet invånare är 13389. Befolkningen består av 6 302 kvinnor och 7 087 män. Barn under 15 år utgör 17,0 %, vuxna 15-64 år 72 %, och äldre över 65 år 10,0 %.
Genomsnittlig årsnederbörd är 1 879 millimeter. Den regnigaste månaden är maj, med i genomsnitt 312 mm nederbörd, och den torraste är oktober, med 57 mm nederbörd.